# Produits agroalimentaires traditionnels des Marches
Les Produits agroalimentaires traditionnels des Marches, reconnus par le ministère des Politiques agricoles, alimentaires et forestières (MIPAAF), sur la proposition du gouvernement de la région de Marches sont présentés dans la liste qui suit. La dernière mise à jour est du 7 juin 2012, date de la dernière révision des PAT (produits agroalimentaires traditionnels).

## Liste des produits
| N°  | Dénomination                                                        | Secteur                                                                                               |
| --- | ------------------------------------------------------------------- | --- |
| 1   | Liquore al cumino                                                   | Boissons sans alcool, spiritueux et liqueurs                                                          |
| 2   | Liquore all'anice - Mistrà                                          | Boissons sans alcool, spiritueux et liqueurs                                                          |
| 3   | Prunus di valle rea - lacrima di spino nero                         | Boissons sans alcool, spiritueux et liqueurs                                                          |
| 4   | Sapa                                                                | Boissons sans alcool, spiritueux et liqueurs                                                          |
| 5   | Vino cotto - vi' cotto - vi' cuottë                                 | Boissons sans alcool, spiritueux et liqueurs                                                          |
| 6   | Visner - Vino di visciole                                           | Boissons sans alcool, spiritueux et liqueurs                                                          |
| 7   | Barbaglia - goletta                                                 | Viandes (et abats) et leurs préparations                                                              |
| 8   | Budellino di agnello o capretto crudo                               | Viandes (et abats) et leurs préparations                                                              |
| 9   | Cappone rustico - cappone nostrale                                  | Viandes (et abats) et leurs préparations                                                              |
| 10  | Carne del cavallo del catria                                        | Viandes (et abats) et leurs préparations                                                              |
| 11  | Carne della razza bovina marchigiana                                | Viandes (et abats) et leurs préparations                                                              |
| 12  | Carne di pecora sopravvissana                                       | Viandes (et abats) et leurs préparations                                                              |
| 13  | Ciarimbolo – ciaringolo - buzzicco – ciambudeo                      | Viandes (et abats) et leurs préparations                                                              |
| 14  | Ciauscolo – ciabuscolo – ciavuscolo                                 | Viandes (et abats) et leurs préparations                                                              |
| 15  | Cicoli – ciccioli – sgrisciuli                                      | Viandes (et abats) et leurs préparations                                                              |
| 16  | Coppa Marchigiana - Coppa di testa                                  | Viandes (et abats) et leurs préparations                                                              |
| 17  | Fegatelli                                                           | Viandes (et abats) et leurs préparations                                                              |
| 18  | Galantina                                                           | Viandes (et abats) et leurs préparations                                                              |
| 19  | Gallo ruspante                                                      | Viandes (et abats) et leurs préparations                                                              |
| 20  | Lardo del Montefeltro                                               | Viandes (et abats) et leurs préparations                                                              |
| 21  | Lonza – capocollo – scalmarita                                      | Viandes (et abats) et leurs préparations                                                              |
| 22  | Lonzino – capolombo                                                 | Viandes (et abats) et leurs préparations                                                              |
| 23  | Mazzafegato – salsiccia matta                                       | Viandes (et abats) et leurs préparations                                                              |
| 24  | Miaccio – miaggio – migliaccio                                      | Viandes (et abats) et leurs préparations                                                              |
| 25  | Pancetta arrotolata                                                 | Viandes (et abats) et leurs préparations                                                              |
| 26  | Porchetta                                                           | Viandes (et abats) et leurs préparations                                                              |
| 27  | Prosciutto aromatizzato del Montefeltro                             | Viandes (et abats) et leurs préparations                                                              |
| 28  | Prosciutto delle Marche                                             | Viandes (et abats) et leurs préparations                                                              |
| 29  | Salame di Fabriano                                                  | Viandes (et abats) et leurs préparations                                                              |
| 30  | Salame di frattula                                                  | Viandes (et abats) et leurs préparations                                                              |
| 31  | Salame di pecora                                                    | Viandes (et abats) et leurs préparations                                                              |
| 32  | Salame di soprassato o soppressato                                  | Viandes (et abats) et leurs préparations                                                              |
| 33  | Salame lardellato                                                   | Viandes (et abats) et leurs préparations                                                              |
| 34  | Salsiccia                                                           | Viandes (et abats) et leurs préparations                                                              |
| 35  | Salsiccia di fegato                                                 | Viandes (et abats) et leurs préparations                                                              |
| 36  | Spalletta                                                           | Viandes (et abats) et leurs préparations                                                              |
| 37  | Tacchino bronzato rustico o nostrano (galinacc – dindl - dindo)     | Viandes (et abats) et leurs préparations                                                              |
| 38  | Conserva di pomodori                                                | Condiments                                                                                            |
| 39  | Pasta di tartufo bianco                                             | Condiments                                                                                            |
| 40  | Salamora di belvedere                                               | Condiments                                                                                            |
| 41  | Salsa di olive                                                      | Condiments                                                                                            |
| 42  | Cacio in forma di limone                                            | Fromages                                                                                              |
| 43  | Caciotta                                                            | Fromages                                                                                              |
| 44  | Caciotta vaccina al caglio vegetale                                 | Fromages                                                                                              |
| 45  | Caprino                                                             | Fromages                                                                                              |
| 46  | Caprino al lattice di fico                                          | Fromages                                                                                              |
| 47  | Cascio pecorino lievito - pecorino fresco "a latte crudo"           | Fromages                                                                                              |
| 48  | Casecc                                                              | Fromages                                                                                              |
| 49  | Formaggio di fossa                                                  | Fromages                                                                                              |
| 50  | Pecorino                                                            | Fromages                                                                                              |
| 51  | Pecorino in botte                                                   | Fromages                                                                                              |
| 52  | Raviggiolo                                                          | Fromages                                                                                              |
| 53  | Slattato                                                            | Fromages                                                                                              |
| 54  | Olio extravergine di oliva monovarietale coroncina                  | Matières grasses (beurre, margarine, huiles)                                                          |
| 55  | Olio extravergine di oliva monovarietale mignola                    | Matières grasses (beurre, margarine, huiles)                                                          |
| 56  | Olio extravergine di oliva monovarietale piantone di Falerone       | Matières grasses (beurre, margarine, huiles)                                                          |
| 57  | Olio extravergine di oliva monvarietale piantone di Mogliano        | Matières grasses (beurre, margarine, huiles)                                                          |
| 58  | Olio extravergine di oliva monovarietale raggia                     | Matières grasses (beurre, margarine, huiles)                                                          |
| 59  | Olio extravergine di oliva monovarietale raggiola                   | Matières grasses (beurre, margarine, huiles)                                                          |
| 60  | Olio extravergine di oliva monovarietale sargano di Fermo           | Matières grasses (beurre, margarine, huiles)                                                          |
| 61  | Bacche di biancospino in sciroppo                                   | Produits végétaux à l'état naturel ou transformés                                                     |
| 62  | Carciofo monteluponese o scarciofeno                                | Produits végétaux à l'état naturel ou transformés                                                     |
| 63  | Carciofo violetto precoce di Jesi                                   | Produits végétaux à l'état naturel ou transformés                                                     |
| 64  | Cavolfiore “precoce di Jesi”                                        | Produits végétaux à l'état naturel ou transformés                                                     |
| 65  | Cavolfiore “tardivo di Fano”                                        | Produits végétaux à l'état naturel ou transformés                                                     |
| 66  | Cicerchia                                                           | Produits végétaux à l'état naturel ou transformés                                                     |
| 67  | Cipolla di Suasa                                                    | Produits végétaux à l'état naturel ou transformés                                                     |
| 68  | Composta di castagne                                                | Produits végétaux à l'état naturel ou transformés                                                     |
| 69  | Cotognata                                                           | Produits végétaux à l'état naturel ou transformés                                                     |
| 70  | Farina di granturco quarantino nostrano del Maceratese              | Produits végétaux à l'état naturel ou transformés                                                     |
| 71  | Farro “triticum dicoccum”                                           | Produits végétaux à l'état naturel ou transformés                                                     |
| 72  | Germogli di pungitopo sott’olio                                     | Produits végétaux à l'état naturel ou transformés                                                     |
| 73  | Germogli di tamaro sott’olio                                        | Produits végétaux à l'état naturel ou transformés                                                     |
| 74  | Germogli di vitalba sott’olio                                       | Produits végétaux à l'état naturel ou transformés                                                     |
| 75  | Gobbo di Trodica - cardo di Macerata                                | Produits végétaux à l'état naturel ou transformés                                                     |
| 76  | Granita con pesche di Montelabbate - grattamarianna                 | Produits végétaux à l'état naturel ou transformés                                                     |
| 77  | Lamponi sciroppati                                                  | Produits végétaux à l'état naturel ou transformés                                                     |
| 78  | Marmellata di bacche di rosa canina                                 | Produits végétaux à l'état naturel ou transformés                                                     |
| 79  | Marmellata di cotogne e radici di cicoria                           | Produits végétaux à l'état naturel ou transformés                                                     |
| 80  | Marmellata di fichi della signora                                   | Produits végétaux à l'état naturel ou transformés                                                     |
| 81  | Marmellata di more                                                  | Produits végétaux à l'état naturel ou transformés                                                     |
| 82  | Marmellata di mosto e mele mostarda                                 | Produits végétaux à l'état naturel ou transformés                                                     |
| 83  | Marmellata di pomodori verdi                                        | Produits végétaux à l'état naturel ou transformés                                                     |
| 84  | Marrone del Montefeltro                                             | Produits végétaux à l'état naturel ou transformés                                                     |
| 85  | Marrone di Acquasanta Terme                                         | Produits végétaux à l'état naturel ou transformés                                                     |
| 86  | Marrone di Roccafluvione                                            | Produits végétaux à l'état naturel ou transformés                                                     |
| 87  | Mela rosa - pianella - rosetta - durella - appietta                 | Produits végétaux à l'état naturel ou transformés                                                     |
| 88  | Mela rozza                                                          | Produits végétaux à l'état naturel ou transformés                                                     |
| 89  | Misto di fine stagione                                              | Produits végétaux à l'état naturel ou transformés                                                     |
| 90  | Olive nere marinate - olive nere strinate                           | Produits végétaux à l'état naturel ou transformés                                                     |
| 91  | Orzo mondo tostato macinato                                         | Produits végétaux à l'état naturel ou transformés                                                     |
| 92  | Pera angelica                                                       | Produits végétaux à l'état naturel ou transformés                                                     |
| 93  | Roveja - rubiglio - corbello                                        | Produits végétaux à l'état naturel ou transformés                                                     |
| 94  | Taccole                                                             | Produits végétaux à l'état naturel ou transformés                                                     |
| 95  | Tartufo bianco (tuber magnatum pico)                                | Produits végétaux à l'état naturel ou transformés                                                     |
| 96  | Tartufo nero estivo (tuber aestivum vitt.) o scorzone               | Produits végétaux à l'état naturel ou transformés                                                     |
| 97  | Tartufo nero pregiato (tuber melanosporum vitt.)                    | Produits végétaux à l'état naturel ou transformés                                                     |
| 98  | Visciolata                                                          | Produits végétaux à l'état naturel ou transformés                                                     |
| 99  | Visciole e amarene di Cantiano                                      | Produits végétaux à l'état naturel ou transformés                                                     |
| 100 | Visciole essiccate                                                  | Produits végétaux à l'état naturel ou transformés                                                     |
| 101 | Visciole sciolte al sole - visciuli a lu sole                       | Produits végétaux à l'état naturel ou transformés                                                     |
| 102 | Anicetti                                                            | Pâtes fraîches et produits de boulangerie, biscuiterie, pâtisserie et confiserie                      |
| 103 | Biscotti di mosto                                                   | Pâtes fraîches et produits de boulangerie, biscuiterie, pâtisserie et confiserie                      |
| 104 | Biscottini sciroppati - biscutin'                                   | Pâtes fraîches et produits de boulangerie, biscuiterie, pâtisserie et confiserie                      |
| 105 | Bostrengo                                                           | Pâtes fraîches et produits de boulangerie, biscuiterie, pâtisserie et confiserie                      |
| 106 | Calcione di Treia                                                   | Pâtes fraîches et produits de boulangerie, biscuiterie, pâtisserie et confiserie                      |
| 107 | Calcioni di fave fritti                                             | Pâtes fraîches et produits de boulangerie, biscuiterie, pâtisserie et confiserie                      |
| 108 | Castagnole                                                          | Pâtes fraîches et produits de boulangerie, biscuiterie, pâtisserie et confiserie                      |
| 109 | Cavallucci                                                          | Pâtes fraîches et produits de boulangerie, biscuiterie, pâtisserie et confiserie                      |
| 110 | Chichiripieno o chichì                                              | Pâtes fraîches et produits de boulangerie, biscuiterie, pâtisserie et confiserie                      |
| 111 | Ciambella frastagliata – ciammella strozzosa                        | Pâtes fraîches et produits de boulangerie, biscuiterie, pâtisserie et confiserie                      |
| 112 | Ciambelle all’anice o anicini                                       | Pâtes fraîches et produits de boulangerie, biscuiterie, pâtisserie et confiserie                      |
| 113 | Ciambellone                                                         | Pâtes fraîches et produits de boulangerie, biscuiterie, pâtisserie et confiserie                      |
| 114 | cicerchiata                                                         | Pâtes fraîches et produits de boulangerie, biscuiterie, pâtisserie et confiserie                      |
| 115 | Crescia – crescia brusca – spianata – cacciannanzi                  | Pâtes fraîches et produits de boulangerie, biscuiterie, pâtisserie et confiserie                      |
| 116 | Crescia fogliata - crescia fojata - lu rocciu                       | Pâtes fraîches et produits de boulangerie, biscuiterie, pâtisserie et confiserie                      |
| 117 | Crescia sotto la cenere – torta coi ovi                             | Pâtes fraîches et produits de boulangerie, biscuiterie, pâtisserie et confiserie                      |
| 118 | Cresciolina                                                         | Pâtes fraîches et produits de boulangerie, biscuiterie, pâtisserie et confiserie                      |
| 119 | Crostata al torrone                                                 | Pâtes fraîches et produits de boulangerie, biscuiterie, pâtisserie et confiserie                      |
| 120 | Crostoli del Montefeltro                                            | Pâtes fraîches et produits de boulangerie, biscuiterie, pâtisserie et confiserie                      |
| 121 | Fave dei morti                                                      | Pâtes fraîches et produits de boulangerie, biscuiterie, pâtisserie et confiserie                      |
| 122 | Fristingo – fristingu – frestinghe                                  | Pâtes fraîches et produits de boulangerie, biscuiterie, pâtisserie et confiserie                      |
| 123 | Frittelle di polenta                                                | Pâtes fraîches et produits de boulangerie, biscuiterie, pâtisserie et confiserie                      |
| 124 | Frustenga                                                           | Pâtes fraîches et produits de boulangerie, biscuiterie, pâtisserie et confiserie                      |
| 125 | Funghetto di offida                                                 | Pâtes fraîches et produits de boulangerie, biscuiterie, pâtisserie et confiserie                      |
| 126 | Lonza di fico – lonzino di fico – lonzetta di fico – salame di fico | Pâtes fraîches et produits de boulangerie, biscuiterie, pâtisserie et confiserie                      |
| 127 | Maccheroncini di Campofilone – capellini di Campofilone             | Pâtes fraîches et produits de boulangerie, biscuiterie, pâtisserie et confiserie                      |
| 128 | Maiorchino – marocchino                                             | Pâtes fraîches et produits de boulangerie, biscuiterie, pâtisserie et confiserie                      |
| 129 | Pan nociato                                                         | Pâtes fraîches et produits de boulangerie, biscuiterie, pâtisserie et confiserie                      |
| 130 | Pane a lievitazione naturale                                        | Pâtes fraîches et produits de boulangerie, biscuiterie, pâtisserie et confiserie                      |
| 131 | Pane di Chiaserna                                                   | Pâtes fraîches et produits de boulangerie, biscuiterie, pâtisserie et confiserie                      |
| 132 | Pane di Pasqua di Borgopace                                         | Pâtes fraîches et produits de boulangerie, biscuiterie, pâtisserie et confiserie                      |
| 133 | Pizza con le noci                                                   | Pâtes fraîches et produits de boulangerie, biscuiterie, pâtisserie et confiserie                      |
| 134 | Pizza di Pasqua o crescia di Pasqua                                 | Pâtes fraîches et produits de boulangerie, biscuiterie, pâtisserie et confiserie                      |
| 135 | Pizza o crescia di Pasqua al formaggio                              | Pâtes fraîches et produits de boulangerie, biscuiterie, pâtisserie et confiserie                      |
| 136 | Quadrelli pelusi                                                    | Pâtes fraîches et produits de boulangerie, biscuiterie, pâtisserie et confiserie                      |
| 137 | Rocciata - erbata                                                   | Pâtes fraîches et produits de boulangerie, biscuiterie, pâtisserie et confiserie                      |
| 138 | Scroccafusi                                                         | Pâtes fraîches et produits de boulangerie, biscuiterie, pâtisserie et confiserie                      |
| 139 | Serpe                                                               | Pâtes fraîches et produits de boulangerie, biscuiterie, pâtisserie et confiserie                      |
| 140 | Sfrappe - fiocchetti                                                | Pâtes fraîches et produits de boulangerie, biscuiterie, pâtisserie et confiserie                      |
| 141 | Sughetti - sughitti - sciugheti - sapetti                           | Pâtes fraîches et produits de boulangerie, biscuiterie, pâtisserie et confiserie                      |
| 142 | Tacconi - tacon                                                     | Pâtes fraîches et produits de boulangerie, biscuiterie, pâtisserie et confiserie                      |
| 143 | Torrone di fichi – panetto di fichi                                 | Pâtes fraîches et produits de boulangerie, biscuiterie, pâtisserie et confiserie                      |
| 144 | Torta di granoturco in graticola                                    | Pâtes fraîches et produits de boulangerie, biscuiterie, pâtisserie et confiserie                      |
| 145 | Ungaracci - ungarucci                                               | Pâtes fraîches et produits de boulangerie, biscuiterie, pâtisserie et confiserie                      |
| 146 | Filetti di trota affumicati                                         | Préparations de poissons, mollusques, crustacés, et techniques particulières d'élevage de ces espèces |
| 147 | Miele delle marche                                                  | Produits d'origine animale (miel, produits laitiers, à l'exclusion du beurre)                         |
| 148 | Ricotta                                                             | Produits d'origine animale (miel, produits laitiers, à l'exclusion du beurre)                         |
| 149 | Ricotta salata                                                      | Produits d'origine animale (miel, produits laitiers, à l'exclusion du beurre)                         |